# Abdul Latif Jameel Poverty Action Lab
La organización Abdul Latif Jameel Poverty Action Lab (J-PAL) es una red de profesores afiliados de todo el mundo que están unidos en el uso de las evaluaciones aleatorias para responder preguntas fundamentales para reducir la pobreza. La misión de J-PAL es reducir la pobreza al asegurar que la política se basa en la evidencia científica. J-PAL colabora con gobiernos, ONG y organizaciones internacionales para el desarrollo de programas ampliados de probada eficacia y su objetivo es crear una "cultura de exigir pruebas" para respaldar la política en el mundo en desarrollo.

## Historia y misión
Fundado en 2003 como el "Laboratorio de Acción contra la Pobreza," J-PAL está dirigido actualmente por Esther Duflo, Abhijit Banerjee y Rachel Glennerster. J-PAL se estableció para apoyar las evaluaciones aleatorias de medición de intervenciones contra la pobreza, sobre temas que van desde la agricultura, la salud y la educación. El laboratorio fue rebautizado en honor de Abdul Latif Jameel cuando su hijo, alumno del MIT Mohammed Abdul Latif Jameel, lo apoyó con tres donaciones importantes en 2005.
Abdul Latif Jameel Poverty Action Lab recibió en junio de 2009 el Premio Fundación BBVA Fronteras del Conocimiento 2008 en la categoría de Cooperación al Desarrollo.
A principios de 2010 Business Week contó la historia de "Los Rebeldes pragmáticos", y calificó el enfoque de J-PAL de "una nueva generación de empiristas escépticos comprometidos con pruebas y resultados tangibles". De acuerdo con Nicolas Kristof , J-PAL ha llevado a una " revolución en la evaluación ", la filosofía y los métodos son parte de una tendencia mayor hacia la "aplicación de la economía del comportamiento para el desarrollo global". En su reseña de "Repensar la Pobreza" de Banerjee y Duflo, Bill Gates escribió: "Para mí, lo que es realmente bueno de J-PAL es que se está produciendo evidencia científica que puede ayudar a hacer nuestros esfuerzos para combatir la pobreza más eficaces".

## Centros globales
La sede central de J-PAL (oficina global) esta dentro del Departamento de Economía del Instituto de Tecnología de Massachusetts (MIT), con oficinas regionales en África, Europa, América Latina, América del Norte, Asia del Sur y el Sudeste Asiático que están alojadas por un universidad local:
- J-PAL Europa en París, Francia, establecida en 2007 con la Escuela de Economía de París.
- J-PAL Asia del Sur en Chennai, India, establecida en 2007 con el Instituto de Gestión e Investigación Financiera
- J-PAL América Latina y el Caribe en Santiago, Chile, establecida en 2009 con la Pontificia Universidad Católica de Chile
- J-PAL África en Ciudad del Cabo, Sudáfrica, establecida en 2011 con la Universidad de Ciudad del Cabo
- J-PAL Asia sudoriental en Yakarta, Indonesia, con sede en el Instituto de Investigación Económica y Social de la Facultad de Economía de la Universidad de Indonesia
- J-PAL Norteamérica en Cambridge, Massachusetts, establecida en 2013 con el Instituto de Tecnología de Massachusetts